# Exocentrus pogonocheroïdes
Exocentrus pogonocheroïdes är en skalbaggsart som beskrevs av Karl Adlbauer 1998. Exocentrus pogonocheroïdes ingår i släktet Exocentrus och familjen långhorningar. Inga underarter finns listade i Catalogue of Life.